# David Colvin
David Edward Garrik Colvin (Melbourne, 4 de noviembre de 1961) es un deportista australiano que compitió en remo como timonel.
Ganó dos medallas en el Campeonato Mundial de Remo de 1997. Participó en los Juegos Olímpicos de Barcelona 1992, ocupando el quinto lugar en la prueba de ocho con timonel.

## Palmarés internacional
| Campeonato Mundial | Campeonato Mundial     | Campeonato Mundial | Campeonato Mundial |
| Año                | Lugar                  | Medalla            | Prueba             |
| ------------------ | ---------------------- | ------------------ | ------------------ |
| 1997               | Aiguebelette (Francia) | Medalla de plata   | Dos con timonel    |
| 1997               | Aiguebelette (Francia) | Medalla de bronce  | Ocho con timonel   |